# ريو توياما
ريو توياما (باليابانية: 外山 凌) (29 يوليو 1994 في طوكيو في اليابان – )؛ هو لاعب كرة قدم كان يلعب كلاعب وسط.

## وصلات خارجية
- ريو توياما على موقع رابطة كرة القدم اليابانية للمحترفين (اليابانية)
- ريو توياما على موقع قاعدة بيانات كرة القدم.إي يو (الإنجليزية)
- ريو توياما على موقع Soccerway.com (الإنجليزية)
- ريو توياما على موقع عالم كرة القدم.نت (الإنجليزية)